# イブライム・セック
イブライム・セック（Ibrahim Seck、1938年8月28日 - 1997年8月20日ティエス）は、セネガル生まれでフランス国籍の、フランスの俳優。
父で商人のババカル・セックと、母マリエム・セックの間に生まれる。腹違いの弟には後にセネガルのアブドゥ・ディウフ政権で財務大臣を務めたウスマヌ・セック(fr)がいる。
20歳の時に渡仏し、以後死ぬまでパリで暮らしたが、彼は常に家族や自国の文化とともにあった。
1960年代、彼はブランシュ通り学校（現在の高等演劇学校 fr:École nationale supérieure des arts et techniques du théâtre）に入学し、またフランス国立高等演劇学校 Conservatoire national supérieur d'art dramatiqueに入学する。当時の新聞は一紙面全てを使い「最初の黒人」の入学を報じた。
彼のキャリアは最初はテレビドラマから始まり（『fr:Le Théâtre de la jeunesse （青年の演劇）』、『ハックルベリー・フィンの冒険』、『Madame êtes-vous libre ? （奥様、ちょっとよろしいですか？）』、『fr:Un juge, un flic （裁判官と警官）』など）、それから常に映画の仕事を契約した。イブライム・セックは、未だに差別主義と植民地支配に溢れるフランスにおける最初の黒人映画俳優の一人である。そのような中での彼の喜劇俳優としての仕事は苦労も多かったが、彼の奮闘と決意によって、当世一流の監督との契約しか結ばないほどの地位を得た。
1976年、彼は戯曲『Jean le fou （狂人ジャン）』を新アフリカ出版より刊行した。
イブライム・セックはその笑い声と陽気さによって知られる。1980年代、彼はテレビの帯番組『fr:Les Jeux de 20 heures （20時のゲーム）』『Alors, raconte...（さあ、語って）』『fr:L'Académie des neuf （9人のアカデミー）』などに度々出演し、大衆の人気を得た。
1981年、彼はジョーク選集『Ibrahim Seck raconte… （イブライム・セックは語る）』を出版し、彼自身のプロダクションMargane Productionsを設立した。
1980年代に彼はパリ市外周部にある多くの劇場での演劇に出演した。中でもAlain Raynaud-Fourtonの脚本でモーリス・リッシュの演出による『Y a-t-il un otage dans l'immeuble ?（建物に人質は居るか）』で知られる。

## 出演した映画
- 1962年 : Tartarin de Tarascon, de Francis Blanche — Rôle : le propriétaire du lion aveugle
- 1968年 : 『刺青の男』 fr:Le Tatoué, de Denys de La Patellière — Rôle : le domestique des Mézeray
- 1969年 : fr:Une veuve en or, de Michel Audiard - Rôle : M. Siegfried, un admirateur de Lausanne
- 1969年 : 『オーケストラの男』L'Homme orchestre, de Serge Korber — Rôle : le chauffeur du car
- 1971年 : fr:La Grande Maffia..., de Philippe Clair — Rôle : un gangster
- 1971年 : 『万事快調』 fr:Tout va bien, de Jean-Luc Godard et Jean-Pierre Gorin
- 1973年 : fr:Je sais rien, mais je dirai tout, de Pierre Richard — Rôle : le chômeur portugais
- 1973年 : Nada, de Claude Chabrol
- 1973年 : fr:La Race des seigneurs, de Pierre Granier-Deferre
- 1975年 : fr:Le Grand Fanfaron (ou Les Bidasses en cavale), de Philippe Clair — Rôle : le balayeur
- 1975年 : fr:L'Incorrigible, de Philippe de Broca — Rôle : le ministre africain
- 1975年 : 『脱獄の報酬』 fr:L'Année sainte, de Jean Girault — Rôle : un passager de l'avion
- 1977年 : La Vie devant soi, de Moshé Mizrahi — Rôle : N'Da Amédé
- 1977年 : 『毒麦』La Zizanie, de Claude Zidi — Rôle : Ibrahim
- 1978年 : fr:Les Ringards, de Robert Pouret
- 1978年 : Clair de femme, de Costa-Gavras - Rôle : le taximan
- 1979年 : fr:Sacrés gendarmes, de Bernard Launois — Rôle : le coopérant
- 1982年 : 『紀元前2時間15分前』fr:Deux heures moins le quart avant Jésus-Christ, de Jean Yanne
- 1983年 : fr:On l'appelle catastrophe, de Richard Balducci — Rôle : le président africain